# 米什科爾茨希臘東正教堂和博物館

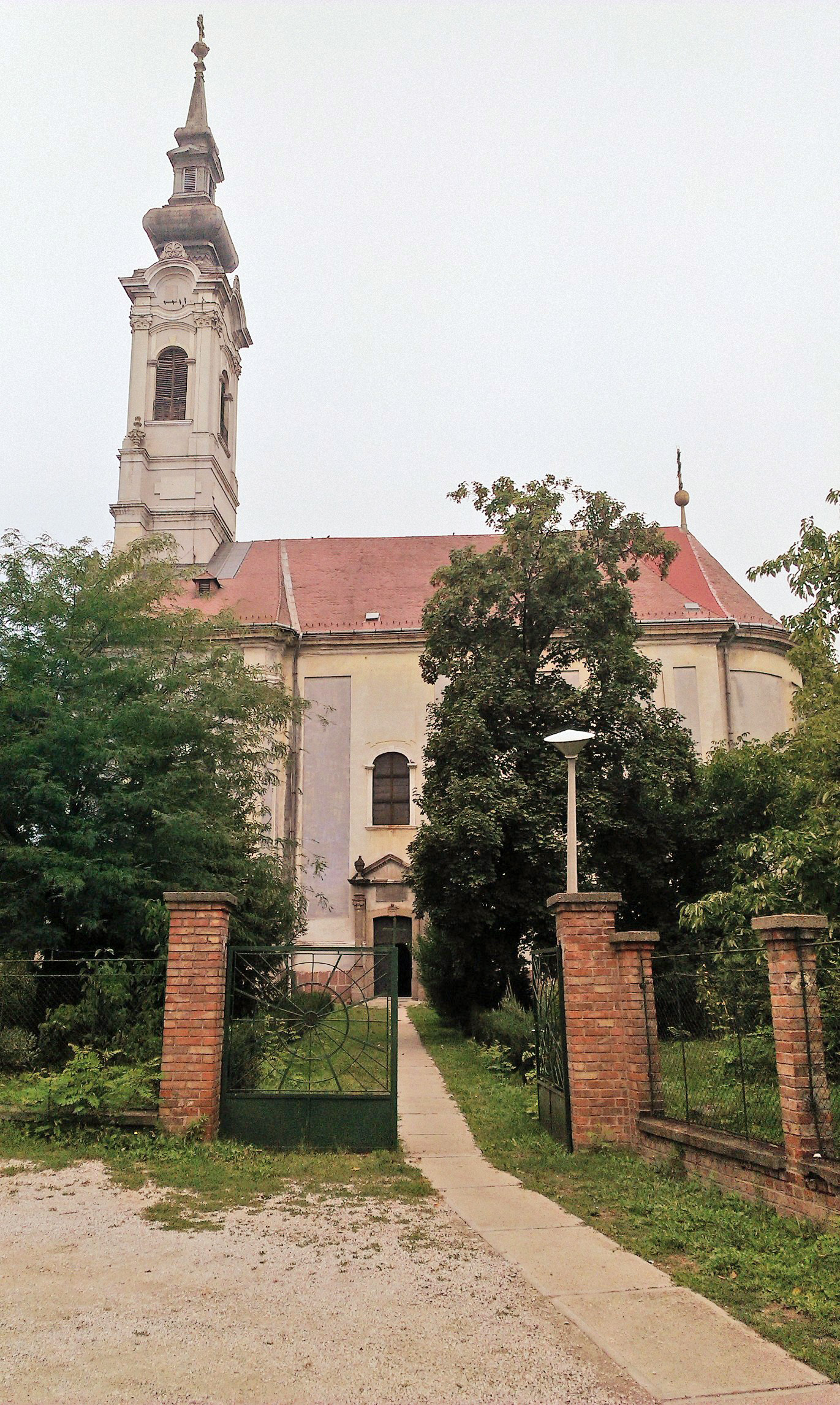
米什科爾茨希臘東正教堂

聖三一東正教堂（Holy Trinity Greek Orthodox Church）是位於匈牙利城市米什科爾茨的一座東正教堂，修建於1785年至1806年。教堂還附設一座小的禮拜堂。現在聖三一東正教堂的部分建築被用來作為博物館。

## 外部連結
- Hungarian Orthodox Museum （页面存档备份，存于） （英文） （斯洛伐克文） （德文） （匈牙利文） （俄文） （波兰語）
- Museums in Miskolc （页面存档备份，存于） （英文） （斯洛伐克文） （德文） （匈牙利文） （俄文） （波兰語）

48°06′24″N 20°47′00″E / 48.1067°N 20.7834°E